# Lycodryas inopinae
Lycodryas inopinae är en ormart som beskrevs av Domergue 1994. Lycodryas inopinae ingår i släktet Lycodryas och familjen snokar. Inga underarter finns listade i Catalogue of Life.
Artens utbredningsområde är Madagaskar. Den lever i öns nordligaste del. Arten vistas i kulliga områden. Lycodryas inopinae har torra skogar i karstlandskap som habitat. Den klättrar i träd och är nattaktiv. Honor lägger ägg.
Beståndet hotas av skogens omvandling till jordbruksmark. I utbredningsområdet etablerades flera skyddszoner. IUCN listar arten som starkt hotad (EN).